# Рязанка (Ветлузький район)
Рязанка (рос. Рязанка) — селище в Ветлузькому районі Нижньогородської області Російської Федерації.
Населення становить 0 осіб. Входить до складу муніципального утворення Мошкинська сільрада.
За переказами, заснована жителем міста Пскова на прізвисько Різаний — зі шрамами на обличчі.
Розташовується на березі лівобережної стариці річки Ветлуги, навпаки Лосиного острова.
За даними на 1999 рік, чисельність населення становила 2 особи.
На 2014 рік у селі налічувалося 4 житлових будинки, кількість яких збільшилася до 2016 року до 5.

## Історія
Спочатку поселення було засновано як база для лісорубів і називалося Рязановскій кордон.
У 40-і роки XX століття в Рязанке було  заслано кілька кримських татар, які оселилися переважно в західній частині селища, за річкою Рязанке, за що цю територію місцеві жителі прозвали Кримом. 
У 80-і населення стало активно залишати поселення, в результаті до 1999 року постійного населення залишилося всього 2 людини.
Від 2009 року входить до складу муніципального утворення Мошкинська сільрада.

## Населення
| 1897 | 1907 | 1916 | 1999 | 2002 | 2010 |
| ---- | ---- | ---- | ---- | ---- | ---- |
| 6    | ↘5   | ↗9   | ↘2   | ↘1   | ↘0   |

На даний час постійне населення в Рязанке відсутня. Місцеві жителі перебувають у селищі переважно влітку.

## Географія
Рязанка розташовується березі лівобережної стариці річки Ветлуги. Зі сходу Рязанку омиває річка Дениска, а приблизно по середині селища протікає річка Рязанка, яка під час повені розливається на стільки, що не дає переміщатися зі східної частини селища в західну.
З північної частини селища, на протилежному березі стариці, розташовується заплавний ліс, переважно складається з дуба, осики і вільхи, а з південного боку розташовується сосновий бір.

### Екологія
Незважаючи на те, що Рязанке розташовується на південь від міста  Ветлуги, середньорічна температура в ній на 2-3 градуси нижче. Непоодинокі й літні заморозки, а також весняні паводки.

## Галерея

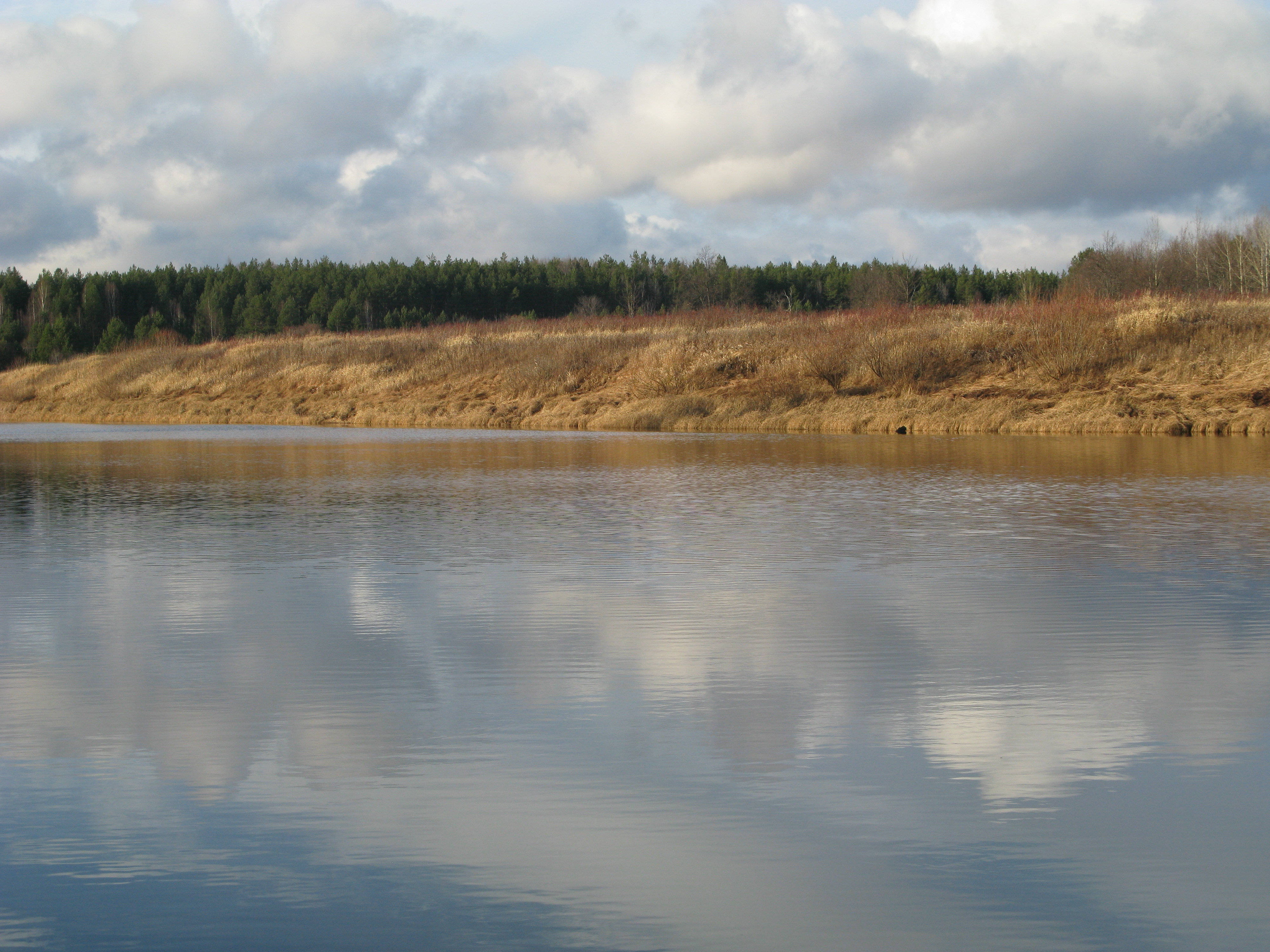
Вид на старицу пізньої осені
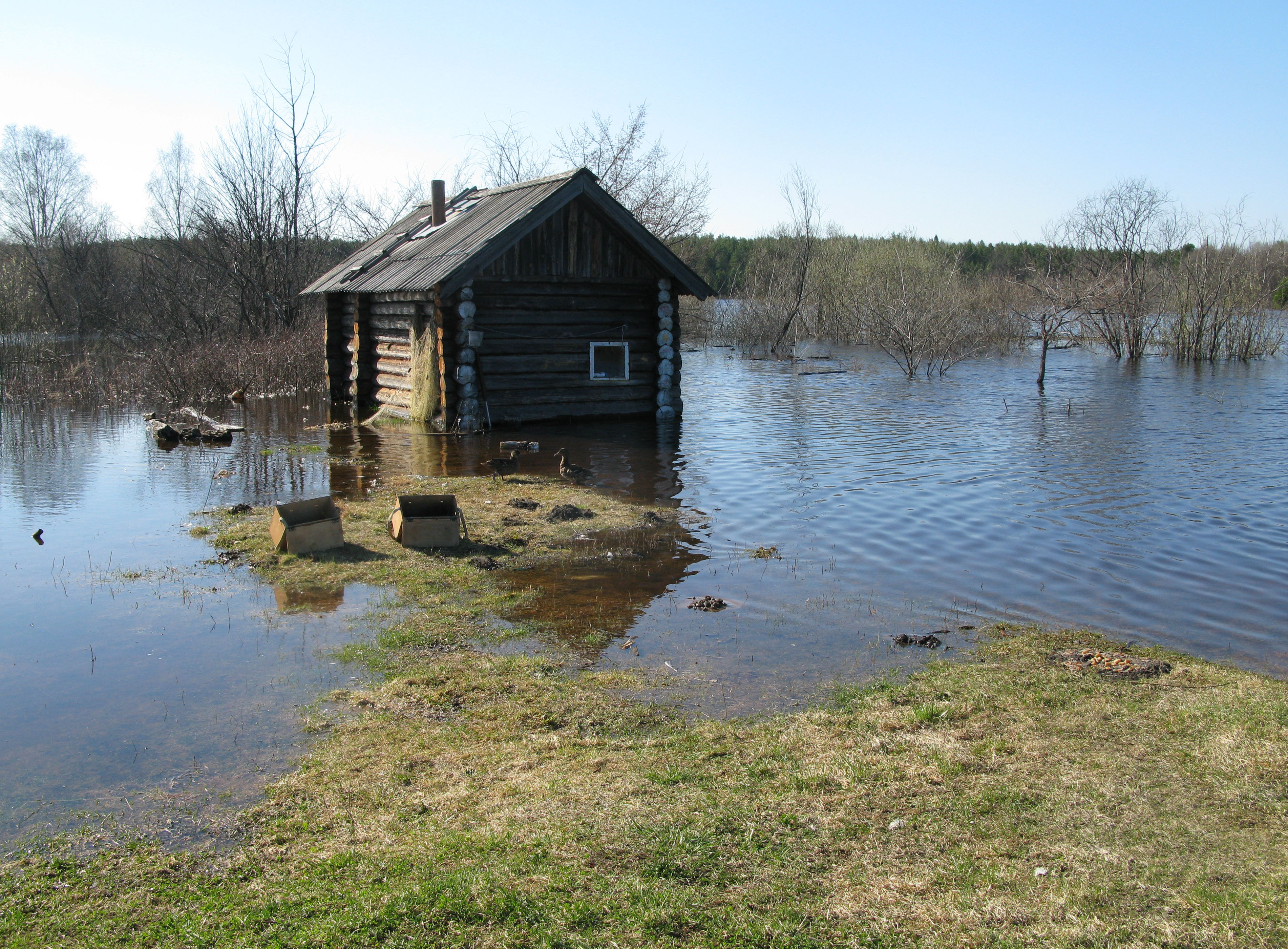
Частина Рязанке під час повені
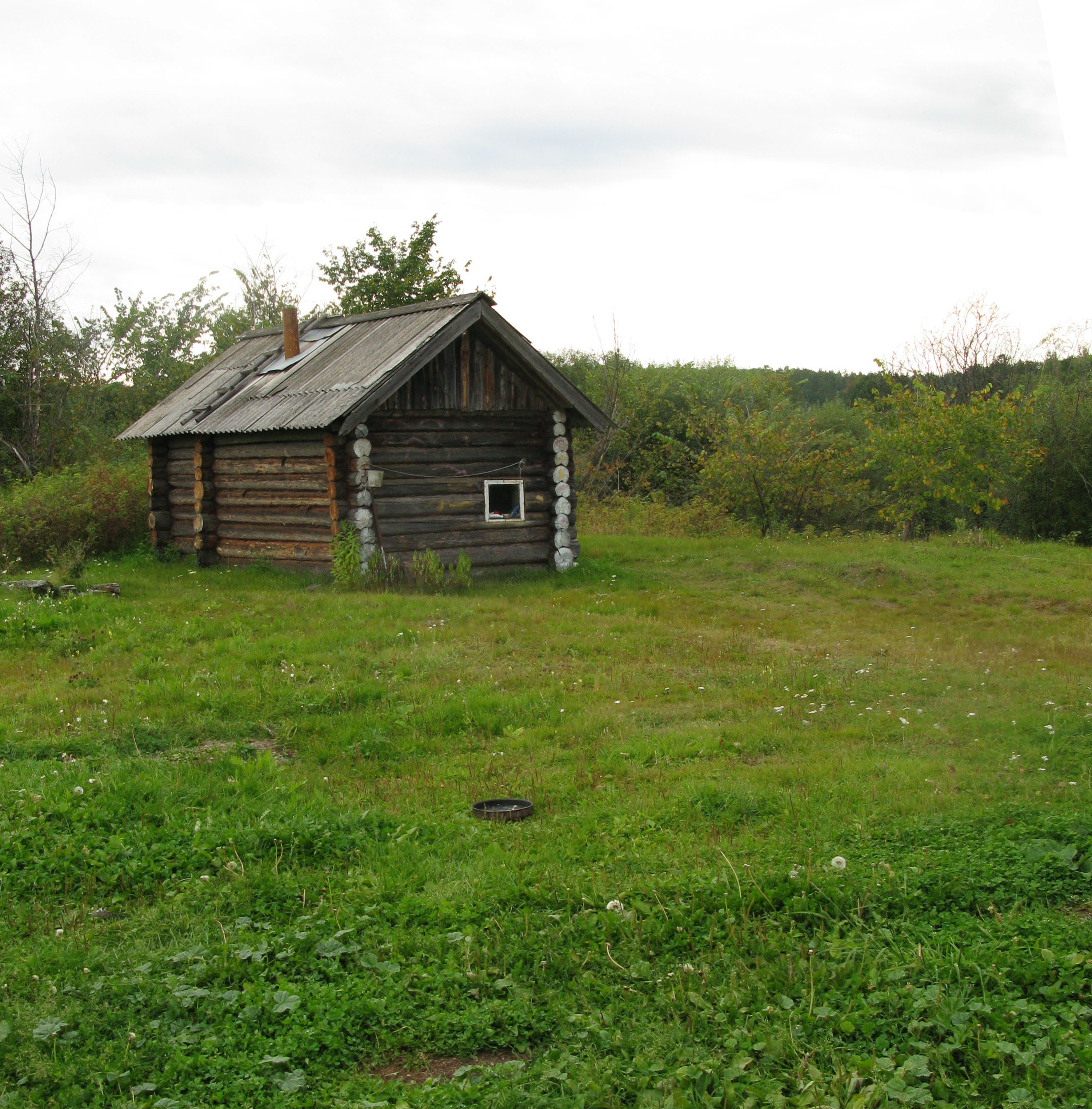
Це ж місце влітку